# Chris Douglas-Roberts
Chris Douglas-Roberts (* 8. Januar 1987 in Detroit, Michigan), auch unter dem Kürzel CDR bekannt, ist ein ehemaliger US-amerikanischer Basketballspieler.

## Karriere

### Highschool und College
In seiner Highschool-Zeit spielte Douglas-Roberts zunächst für die Cass Technical High School in Detroit, Michigan. In den Jahren 2003 und 2004 steuerte er im Durchschnitt beachtliche 28 Punkte, 10 Rebounds und 6 Assists pro Spiel bei. Im Anschluss an die Saison 2004 wechselte er zur Northwestern High School, wo seine Statistiken auf 13,8 Punkte und 5,4 Rebounds pro Spiel zurückgingen.
Douglas-Roberts war während seiner College-Zeit (2005–2008) für die Memphis Tigers, dem Herrenbasketball-Team der Memphis State University, aktiv. 2008, in seinem Junior-Jahr, erreichte er mit seinem Team den zweiten Platz der national ausgetragenen NCAA Division I Basketball Championship, mit einem Punkteschnitt von 23,3 Punkten pro Spiel.

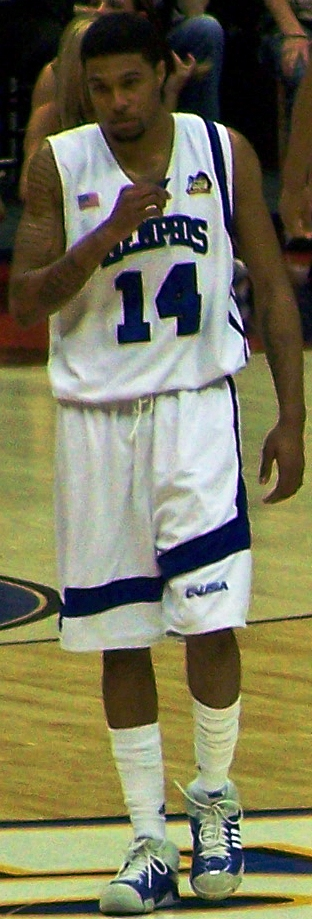
Douglas-Roberts während seiner College-Zeit

### NBA
Im Jahr 2008 nahm er am alljährlichen NBA-Draft teil und wurde als Pick Nummer 40 in der zweiten Runde von den New Jersey Nets ausgewählt, für die er bis 2010 spielte. Vor der Saison 2010/11 wurde er für einen Zweitrunden-Pick für den 2012er NBA-Draft zu den Milwaukee Bucks transferiert, für die er eine Saison spielte.

### Italien
Während des NBA-Lockouts im Jahr 2011 spielte Douglas-Roberts für den Verein Virtus Bologna in der italienischen Serie A. Dort brachte er es als Starter auf 12,3 Punkte und 3,0 Rebounds pro Spiel.

### Rückkehr in die NBA / D-League
Für die NBA-Saison 2012/13 wurde er von den Los Angeles Lakers verpflichtet, jedoch am 22. Oktober 2012 wieder entlassen.
Am 25. Oktober wurde er von den Dallas Mavericks unter Vertrag genommen. Doch bereits am 30. Oktober wurde sein Vertrag vom Team wieder aufgelöst.
Nachdem Douglas-Roberts keinen Club in der NBA finden konnte, wechselte er in die NBA Development League (D-League) und erhielt einen Vertrag bei den Texas Legends, dem Farmteam der Dallas Mavericks.
2013 spielte Douglas-Roberts bei den Charlotte Bobcats. Nach der Saison 2013/14 wurde er an die Los Angeles Clippers abgegeben. Am 16. Januar 2015 wurde er zu den Boston Celtics transferiert, drei Tage später aber aus seinem Vertrag entlassen.
Im Februar 2016 wurde Douglas-Roberts erneut von den Texas Legends aus der NBA D-League unter Vertrag genommen.

## Persönliches
In der Vorbereitung für die Saison 2010/11 erlitt Douglas-Roberts einen Einriss der Netzhaut des rechten Auges, der operiert werden musste. Nach erfolgreicher Operation kehrte er in der Saison zu den Milwaukee Bucks zurück und trägt seitdem als markantes Merkmal während der Spiele eine Schutzbrille.
Ebenfalls auffällig ist eine große Tätowierung auf seinem rechten Oberarm, die den Psalm 37, Verse 1–3 zeigt und ein Teil seines Rituales bei Freiwürfen ist, wo er es vor jedem Versuch drei Mal berührt.
Im November 2009 erkrankte Douglas-Roberts an der Schweinegrippe, von der er sich binnen weniger Tage erholte und seinem damaligen Team, den New Jersey Nets, wieder als Spieler zur Verfügung stand.